# Frizi
Frizi, narod nastanjen uz obale Bijelog mora na području današnje Nizozemske i Njemačke koji se prvi puta spominje (Plinije stariji i Tacit) još u rimsko doba kao Frisii i Frisiavoni. Područje koje nastanju poznato je kao Frizija. Jezici Friza pripadaju germanskoj skupini jezika, a to su zapadnofrizijski 700,000 (1976 Stephens) u Nizozemskoj i saterlandski ili saterlandski frizijski (istočnofrizijski) (5,000; 2001 Wolbert Smidt) i sjevernofrizijski 10,000 (60,000 etničkih; 1976 Stephens) u Njemačkoj. U novije vrijeme polako se miješaju s pripadnicima drugih etničkih skupina (Nijemci i Nizozemci) i nestaju.

## Ime
Frizi se prvi puta spominju kao Frisii kod Plinija starijeg i Tacita, a ova riječ dolazi od korijena prei-, voljeti, od čega nastaje i germanizam preisios i freisias, kao i ime germanske božice Freje (Freya kod Nijemaca i Nizozemaca i Frija kod Friza), a bila je božica plodnosti i ljubavi.

## Porijeklo i rana povijest
Porijeklo Friza je u području južne Skandinavije gdje između 1750. i 700. prije Krista žive germanska plemena nordijske rase (dolihokrane), uskog lica, a među njima je bilo i brahikranih, koji su vjerojatno imali položaj robova. Negdje iza 1400 prije Krista dolazi do ekspanzije Germana na jug a oko 800. prije Krista podijelit će se na zapadne i istočne. Zapadni Germani sastojali su se od 3 velike skupine, to su Ingevoni, Istevoni i Herminoni. Frizi su porijeklom od Ingevona, naroda čije ime dolazi od Inguz, što je bilo drugo ime božice Freje. Njihovi ostali ingevonski srodni bijahu Juti, Warni, Angli i Sasi ili Saksonci, i svi su živjeli uz obalu Sjevernog mora, a među njima i jedno brahikrano pleme (Chaukians), širokog lica, koje je pripadalo Herminonima, ali vjerojatno nisu bili germanskog porijekla. 
Naseljavanje Frizije od strane Ingevona započinje u 7 stoljeću prije Krista. Najveća grupa dolazi na obale rijeka Eems i Weser, istočna Frizija (danas Drenthe). Između 700 i 400 prije Krista nastanjuju kraj između Texela (Nizozemska) i Wesera (Njemačka) gdje se javlja homogena kultura grupa. Od 400. do 200 prije Krista dolazi do kulturnih promjena. Od Leidena na jugu pa do Delfzijla na sjeveru proto-frizijska kultura evoluira, da bi od 200. prije Krista postali narodom kojeg danas nazivamo Frizima.

## Frizijski futark
Stari Frizi koristili su se runama, a njihova namjena bila je ili za slanje poruka ili su se koristile u vjerskim i magijskim obredima i ritualima. Na području Frizije pronađen je 21 runski napis na drvetu, kostima, jelenjim rogovima, bjelokosti i zlatu, a potječu između 450 i 750 godfine iza Krista.